# Elecciones federales de Suiza de 2011
Las elecciones federales de Suiza de 2011 se celebraron el 23 de octubre. Se eligieron todos los miembros de la Asamblea Federal de Suiza, divididos en 200 representantes en el Consejo Nacional y 46 legisladores en el Consejo de los Estados.

## Sistema electoral
Los 200 miembros del Consejo Nacional, fueron elegidos por mayoría en cinco circunscripciones uninominales, y por representación proporcional en 21 distritos electorales con múltiples miembros. Las 26 circunscripciones y distritos se asignaron de forma coincidente con los 26 cantones del país. Las elecciones se llevaron a cabo utilizando el sistema de listas abiertas, donde los votantes podían elegir los nombres presentes en las listas de partidos, los electores también pudieron repartir su voto entre varios candidatos de diferentes organizaciones (en un sistema conocido como panachage) o elaborar su propia lista en una boleta en blanco. Los asientos se asignan utilizando el sistema Hagenbach-Bischoff.
Los 46 miembros del Consejo de los Estados fueron elegidos en 20 circunscripciones con dos representantes (representando a los 20 cantones) y seis circunscripciones de un solo miembro (representando a los seis semicantones). En el Jura y en Neuchâtel las elecciones se realizaron mediante representación proporcional, mientras que las 24 restantes utilizan el sistema mayoritario.

## Consejo Nacional
Las elecciones para el consejo nacional fueron ganadas por la Unión Democrática de Centro (UDC), que obtuvo el 26.6% de los votos. En segundo lugar se colocó el Partido Socialista Suizo (PSS) con el 18.7%, mientras que el tercer sitio fue para el Partido Liberal Radical Suizo (PLR) que consiguió el 15.1% de los sufragios emitidos. Algunas fuentes interpretaron los resultados como un giro hacia el centro político después de una legislatura que estuvo marcada por el dominio de la derecha.

Mapa de los cantones suizos de acuerdo con los partidos más votados. La Unión Democrática de Centro tiene su mayor presencia en la llamada Suiza alemana, mientras que los socialdemócratas tienen sus mejores resultados en la Romandía o Suiza Francesa.

En esta votación debutaron dos partidos: el Partido Burgués Democrático (PBD), escindido de la UDC, y los Verdes Liberales (VLib), ambas organizaciones políticas obtuvieron un porcentaje de votación del 5.4%. Lo que les permitió crear su propio grupo parlamentario.
Se destacó además una pérdida de votos en los tres partidos más importantes del panorama político suizo, la Unión Democrática de Centro cayó del 28.9 al 26.6%, lo que significó una pérdida de 2.3 puntos porcentuales. Los socialistas suizos pasaron del 19.5 al 18.7%, lo que representó un decrecimiento de ocho décimas porcentuales. Mientras que los liberales radicales pasaron del 15.8 al 15.1%, una caída de siete décimas respecto a las elecciones de 2007.
En el caso de los partidos pequeños, es decir, aquellos que consiguen menos de cinco escaños, se destacaron el Partido Popular Evangélico (PPE), que consiguió un 2.0% de las votaciones; la Liga de Tesino recibió el 0.8% de los votos y consiguió su primer asiento en la cámara baja. 
El Partido Social Cristiano perdió un escaño, pero ganó otro para permanecer en el Consejo Nacional, mientras que la Unión Democrática Federal y el Partido Suizo del Trabajo perdieron sus escaños. Otros grupos minoritarios que reunieron más del 0,1% del voto popular fueron: el Partido Pirata Suizo (0,48%), los Demócratas suizos (0,20%), Parteifrei.ch (0,19%) y Tierpartei Schweiz (Partido Animalista) (0,15%).

### Resultados
| Partido                                                                                     | Partido                         | Abrev.                      | Línea política              | Ideología                               | Votos     | %    | +/– (%) | Escaños | %    | +/– (escaños) |
| ------------------------------------------------------------------------------------------- | ------------------------------- | --------------------------- | --------------------------- | --------------------------------------- | --------- | ---- | ------- | ------- | ---- | ------------- |
|                                                                                             | Unión Democrática de Centro     | SVP/UDC                     | Derecha                     | Conservadurismo nacionalista            | 648,675   | 26.6 | −2.3    | 54      | 27   | −8            |
|                                                                                             | Partido Socialista              | SPS/PSS                     | Centroizquierda / izquierda | Socialdemocracia                        | 457,317   | 18.7 | +0.8    | 46      | 23.0 | +3            |
|                                                                                             | Partido Liberal Radical Suizo   | FDP/PLR                     | Centroderecha               | Liberalismo clásico                     | 368,951   | 15.1 | −0.7    | 30      | 15.0 | −1            |
|                                                                                             | Partido Demócrata Cristiano     | CVP/PDC                     | Centro/Centroderecha        | Democracia cristiana                    | 300,544   | 12.3 | −2.2    | 28      | 14.0 | −3            |
|                                                                                             | Los Verdes                      | GPS/PES                     | Izquierda                   | Ecologismo                              | 205,984   | 8.4  | −1.2    | 15      | 7.5  | −5            |
|                                                                                             | Verdes Liberales                | GLP/PVL                     | Centro                      | Liberalismo verde                       | 131,436   | 5.4  | +4.0    | 12      | 6.0  | +9            |
|                                                                                             | Partido Burgués Democrático     | BDP/PBD                     | Centroderecha               | Conservadurismo / Liberalismo económico | 132,279   | 5.4  | +5.4    | 9       | 4.5  | +9            |
|                                                                                             | Partido Popular Evangélico      | EVP/PEV                     | Centro                      | Democracia cristiana                    | 48,789    | 2.0  | −0.4    | 2       | 1.0  | ±0            |
|                                                                                             | Liga de Tesino                  | LdT                         | Derecha                     | Regionalismo / Populismo de derecha     | 19,657    | 0.8  | +0.2    | 2       | 1.0  | +1            |
|                                                                                             | Movimiento Ciudadano de Ginebra | MCG                         | Derecha                     | Regionalismo / Populismo de derecha     | 10,714    | 0.4  | +0.3    | 1       | 0.5  | +1            |
|                                                                                             | Unión Democrática Federal       | EDU/UDF                     | Derecha                     | Derecha cristiana                       | 31,056    | 1.3  | ±0      | 0       | 0    | −1            |
|                                                                                             | Partido Suizo del Trabajo       | PdA                         | Izquierda                   | Socialismo                              | 21,482    | 0.5  | −0.2    | 0       | 0    | −1            |
|                                                                                             | Partido Social Cristiano (PSC)  | CSP/PCS                     | Centroizquierda             | Izquierda cristiana                     | 6,248     | 0.3  | -0.1    | 0       | 0    | -1            |
| Otros                                                                                       | Otros                           |                             |                             |                                         | 54,622    | 2.2  |         | 1       | 0.5  | +1            |
| Total (participación 48.5%)                                                                 | Total (participación 48.5%)     | Total (participación 48.5%) | Total (participación 48.5%) | Total (participación 48.5%)             | 2,442,648 | —    | —       | 200     | —    | —             |
| Fuente: Oficina Federal de Estadística de Suiza (en francés) Estadísticas Suiza (en alemán) |                                 |                             |                             |                                         |           |      |         |         |      |               |

## Consejo de los Estados
Las elecciones del Consejo de los Estados se realizaron mediante un sistema plural de votaciones. 27 de los 46 escaños se determinaron en la primera votación, celebrada el 23 de octubre; los restantes 19 escaños se decidieron en una segunda votación en noviembre.
| Partidos                                             | Partidos                      | Ideología                               | Escaños 2007 | Escaños 2011 | ±  |
| ---------------------------------------------------- | ----------------------------- | --------------------------------------- | ------------ | ------------ | -- |
|                                                      | Partido Demócrata Cristiano   | Democracia cristiana                    | 15           | 13           | -2 |
|                                                      | Partido Liberal Radical Suizo | Liberalismo clásico                     | 12           | 11           | -1 |
|                                                      | Partido Socialista            | Socialdemocracia                        | 9            | 11           | +2 |
|                                                      | Unión Democrática de Centro   | Conservadurismo nacionalista            | 7            | 5            | -2 |
|                                                      | Los Verdes                    | Ecologismo                              | 2            | 2            | ±0 |
|                                                      | Verdes Liberales              | Liberalismo verde                       | 1            | 2            | +1 |
|                                                      | Partido Burgués Democrático   | Conservadurismo / Liberalismo económico | Nuevo        | 1            | +1 |
|                                                      | Independiente                 | Independiente                           | 0            | 1            | +1 |
| Total                                                | Total                         | Total                                   | 46           | 46           |    |
| Fuente: http://www.politik-stat.ch/srw2011CH_de.html |                               |                                         |              |              |    |